# Nicole (chilei énekes)
Denisse Lilian Laval Soza, művésznevén Nicole (Santiago, 1977. január 19.), chilei énekesnő. 
Nicole gyerekként kezdte karrierjét. Első albuma, a Tal vez me estoy enamorando ("Talán szerelmes vagyok") sikert aratott, aranylemez lett. Tizenhatéves korában kiadta az Esperando nada ("Semmire várva") című lemezt, ami több mint 75 000 példányban kelt el. 1997-ben az Sueños en tránsito ("Álmok a tranzitban") című lemeze siket lett egész Latin-Amerikában.
Nicole Mexikóba, majd az Egyesült Államokba, Miamiba költözött, ahol leszerződtette Madonna kiadója, a Maverick.

## Diszkográfia

### Stúdióalbumok
- Tal vez me estoy enamorando (1989)
- Esperando nada (1994)
- Sueños en tránsito (1997)
- Viaje infinito (2002)
- APT (2006)
- 20 años (2011)
- Panal (2013)
- Lanzamiento (2022)